# تازة كند غلوزان
تازة كند غلوزان هي قرية في مقاطعة خلخال، إيران. عدد سكان هذه القرية هو 201 في سنة 2006.